# Erwin Starker

Selbstporträt, 1934

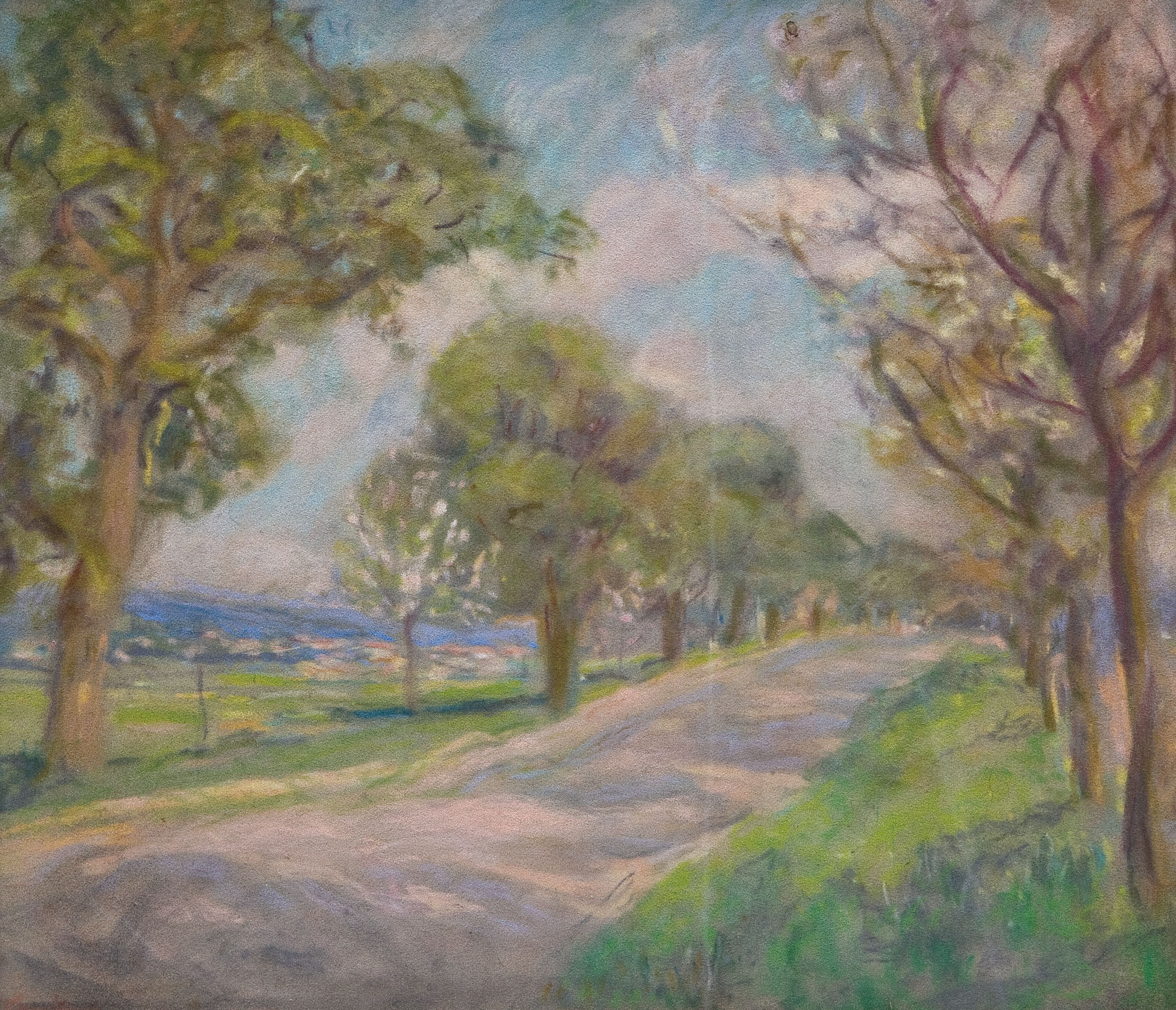
Landstraße von Ditzingen nach Weilimdorf, Pastell auf Papier, 1934

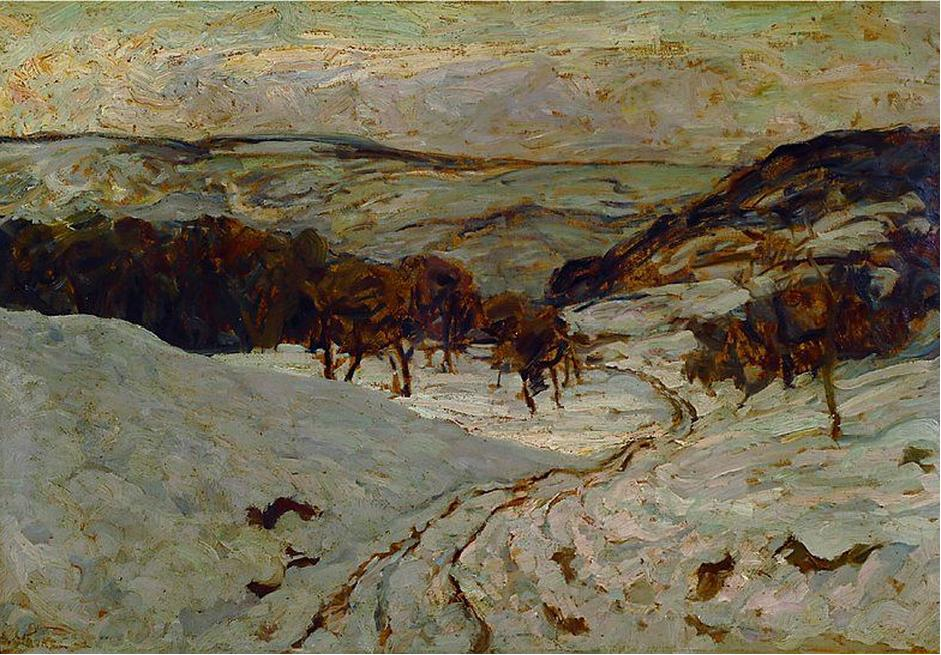
Winterlandschaft, Öl auf Karton, Privatbesitz

Karl Erwin Starker (* 8. Februar 1872 in Stuttgart; † 18. April 1938 in Ditzingen) war ein deutscher Landschaftsmaler. Seine Werke werden dem schwäbischen Impressionismus zugerechnet.

## Familie
Starker stammte aus einer alteingesessenen Stuttgarter Bürgerfamilie. Sein Großvater Christian Johann Gottlob Starker war Konditor und Besitzer des Gasthofs „Zum König von England“ am Stuttgarter Schillerplatz und gründete 1864 zusammen mit seinem Schwiegersohn Adolf Pobuda die Chocolade-, Extrait d'Absynthe- und Liquer-Fabrik Starker & Pobuda mit Sitz in der Cannstatter Straße 97. Starker & Pobuda entwickelte sich schnell zu einem der bedeutendsten Schokoladenhersteller Stuttgarts mit internationalen Geschäftsbeziehungen. Erwin Starkers Vater, Carl Friedrich Wilhelm Starker, war als Kaufmann und Prokurist zunächst am Familienbetrieb beteiligt, schied später jedoch aus und wurde Teilhaber der Parkettbodenfabrik und Dampfsäge Wirth & Wagner, nachmals Wagner & Starker. Zuletzt wird er in den Stuttgarter Adressbüchern als Kaufmann und Generalagent genannt.
Carl Starker heiratete Friederike Pauline Marie, geb. Knosp, eine Tochter des Hofbuchbindermeisters und Inhabers einer Fabrik für Ledergalanteriewaren und Reiseartikel Ernst Wilhelm Knosp (1816–1882). Die Familie gehörte zu den angesehenen Stuttgarter Honoratioren. Johann Georg Knosp (1784–1833), Erwin Starkers Urgroßvater, war Kammerdiener der Königin Mathilde und Schlossverwalter in Ludwigsburg. Ein Bruder von Erwin Starkers Großvater war der Chemiefabrikant und Politiker Rudolf Knosp. Über die Familie Knosp bestanden verschiedene Verbindungen ins Künstlermilieu. Ernst Wilhelm Knosp selbst war zeitweilig Vorstand des Stuttgarter Liederkranzes. Eine seiner Schwestern, Marie Knosp, war mit dem Landschaftsmaler und Lithographen Carl Friedrich Heinzmann verheiratet, ihre Schwester Sophie Mathilde mit dem Historienmaler Friedrich Kaulbach. Ein Sohn dieser Ehe und somit ein Onkel zweiten Grades Erwin Starkers war Friedrich August von Kaulbach, der von 1886 bis 1891 Direktor der Münchner Kunstakademie war.

## Leben
Nach dem Besuch der Volksschule und des Karls-Gymnasium in Stuttgart studierte Starker 1887 an der Kunstakademie Stuttgart bei Albert Kappis in der Landschaftsklasse und Jakob Grünenwald in der Zeichenklasse, sowie ab 1891 an der Kunstakademie in Karlsruhe bei Gustav Schönleber. 1892 kehrte er nach Stuttgart zurück, wo er durch den Impressionisten Otto Reiniger gefördert wurde, der ihm den Weg zum Impressionismus wies. Mit Reiniger verband Starker bis zu dessen Tod 1909 eine enge Freundschaft.
Nach dem Abschluss des Studiums 1895 folgten Reisen nach Antwerpen und Paris, wo Starker Verwandte hatte. Nach einem vorübergehenden Aufenthalt in München ließ er sich 1896 als Kunstmaler in Stuttgart nieder. Bis 1905 lebte er in der elterlichen Wohnung in der Schlossstraße 59A, ab 1906 in der Rotenwaldstraße. Kurzzeitig war er mit Theater- und Dekorationsmalerei im Atelier des Hoftheatermalers Wilhelm Plappert beschäftigt, die ihm jedoch nicht zusagte. Er konzentrierte sich im Folgenden ganz auf seine Karriere als freischaffender Maler. Sein Atelier hatte er um 1907 im Ateliergebäude des Württembergischen Malerinnen-Vereins in der Eugenstraße 17, ab etwa 1912/13 im Ateliergebäude des Vereins der württembergischen Kunstfreunde in der Stafflenbergstraße, wo zahlreiche Stadtbilder entstanden. 1898 wurden Erwin Starkers Werke von der Galerie Pressel & Kusch in Stuttgart erstmals in einer Gesamtausstellung gezeigt. In den folgenden Jahren war er regelmäßig bei den Ausstellungen des Württembergischen Kunstvereins und anderen heimischen Kunstausstellungen sowie auf den internationalen Ausstellungen im Münchner Glaspalast vertreten. Der gerade 20-jährige stellte als Schüler Reinigers 1892 erstmals auf der Münchner Ausstellung aus. Zwischen 1900 und 1912 war er dort häufig vertreten. Im März und April 1908 stellten die Hauptvertreter der Stuttgarter Kunstvereine ihre Werke im Festsaal des Wiesbadener Rathauses aus. Auch hier war Starker neben Carlos Grethe, Robert von Haug, Christian Landenberger, Bernhard Pankok und Otto Reiniger beteiligt.
Aus seiner Beziehung mit Emma Luise Auguste Jehle (* 1869 in Nürtingen; † 1955 in Schwäbisch Hall), die er 1905 heiratete, ging die Tochter Emma (* 1899 in Stuttgart; † 1956 in Schwäbisch Hall) hervor. 1918 zog die Familie nach Ditzingen. Das Atelier in Stuttgart behielt er jedoch bei.
1915 wurde Starker zum Heer einberufen und unter anderem im Elsass und in Rumänien eingesetzt. Nach der Rückkehr aus dem Feld widmete er sich in den 1920er Jahren verstärkt der Pastellmalerei. 1927 war er auf der Jubiläums-Ausstellung des Württembergischen Kunstvereins vertreten. Er lebte und arbeitete bis zu seinem Tod am 18. April 1938 zurückgezogen in Ditzingen. Seine letzte Ruhestätte fand er auf dem Fangelsbachfriedhof in Stuttgart.

## Werke
Starker malte heimische Landschaften in Pastell und Öl. Seltener sind seine Aquarelle. Er gilt als bedeutender Schilderer der schwäbischen Heimat, besonders der Schwäbischen Alb. Zahlreiche Bilder entstanden allerdings auch auf seinen Reisen nach Frankreich, Belgien, in die Niederlande und nach Italien. Das Œuvre lässt sich in drei Schaffensphasen untergliedern: Das Frühwerk mit eher dunklen, naturalistischen Landschaften, seine stark von Reiniger beeinflusste Reifezeit ab etwa 1905 und die späten Arbeiten aus den letzten Jahren in Ditzingen.
Werke Starkers befinden sich in zahlreichen öffentlichen Sammlungen und Museen. Zu den größten Beständen gehören die in der Staatsgalerie Stuttgart, im Kunstmuseum Stuttgart, im Stadtarchiv Stuttgart und im Museum der Stadt Ditzingen. Sie sind allerdings selten öffentlich zu sehen. Das Stadtmuseum in Ditzingen widmete ihm 2022/23 zum 150. Geburtstag eine Sonderausstellung.